# كل أطفالي (مسلسل)
أول ماي تشيلدرن (بالإنجليزية: All My Children)‏ هو مسلسل دراما تم إنتاجه في الولايات المتحدة. بدأ عرضه في سنة 1970. بلغ عدد حلقاته 10712 حلقة، وتبلغ مدة الحلقة الواحدة 30 دقيقة. المسلسل من تأليف أغنيس نيكسون ، تم بث المسلسل لأول مرة بتاريخ 5 يناير 1970 بينما تم بث آخر حلقة منه بتاريخ 23 سبتمبر 2011. من بطولة سوزان لوتشي. فاز المسلسل بجائزة إيمي دايتايم لأفضل مسلسل دراما. تم بث المسلسل لمدة 41 عاما على هيئة الإذاعة الأمريكية.

## وصلات خارجية
- الموقع الرسمي
- أول ماي تشيلدرن على موقع IMDb (الإنجليزية)
- أول ماي تشيلدرن على موقع ميتاكريتيك (الإنجليزية)
- أول ماي تشيلدرن على موقع روتن توميتوز (الإنجليزية)
- أول ماي تشيلدرن على موقع كينوبويسك (الروسية)
- أول ماي تشيلدرن على موقع ألو سيني (الفرنسية)
- أول ماي تشيلدرن على موقع قاعدة بيانات الفيلم (الإنجليزية)